# برونو ایگلسیاس
برونو ایگلسیاس (انگلیسی: Bruno Iglesias؛ زادهٔ ۱ مهٔ ۲۰۰۳) بازیکن فوتبال اهل اسپانیا است که در حال حاضر برای باشگاه فوتبال رئال مادرید سی در پست هافبک بازی می‌کند. 
وی همچنین در تیم‌های ملی فوتبال زیر ۱۶ سال اسپانیا|زیر ۱۶ سال، زیر ۱۷ سال و زیر ۱۹ سال اسپانیا بازی کرده است.